# 김민상 (1968년)
김민상(1968년 2월 7일 ~ )은 대한민국의 배우이다.

## 이력
1985년 연극배우 첫 데뷔하였다.

## 학력
- 서울예술전문대학 연극학과 졸업

## 출연작

### 영화
- 《도가니》 (2011년) - 박보현 역
- 《내가 살인범이다》 (2012년) - 정민권 역
- 《그녀가 부른다》 (2013년) - 남철 역
- 《타짜: 신의 손》 (2014년) - 황 박사 역
- 《소리굽쇠》 (2014년) - 덕수 역
- 《럭키》 (2016년) - 감독 역
- 《혜리》 (2017년) - 아빠 역
- 《반드시 잡는다》 (2017년) - 김 형사 역
- 《협상》 (2018년) - 박 차장 역
- 《국가부도의 날》 (2018년) - 이 부장 역
- 《다시, 봄》 (2019년) - 최 팀장 역
- 《남산의 부장들》 (2020년) - 장승호 참모총장 역
- 《길복순》 (2023년) - 용 대표 역
- 《6시간 후 너는 죽는다》 (2024년) - 반장 역
- 《브로큰》 (2025년) - 서장 역

### 드라마
- 《KBS 드라마 스페셜 연작 시리즈 - 아들을 위하여》 (2011년, KBS2) - 교관 역
- 《제3병원》 (2012년, tvN) - 이진수 환자 역
- 《세상 어디에도 없는 착한남자》 (2012년, KBS2) - 검사 허성준 역
- 《상어》 (2013년, KBS2) - 정만철 역
- 《KBS 드라마 스페셜 - 진진》 (2013년, KBS2) - 박대식 역
- 《무정도시》 (2013년, JTBC) - 김뽕 역
- 《빅맨》 (2014년, KBS2) - 형사 역
- 《갑동이》 (2014년, tvN) - 최태식 역
- 《정도전》 (2014년, KBS1) - 염흥방 역
- 《골든크로스》 (2014년, KBS2) - 국회의원 역
- 《귀신 보는 형사 처용》 (2014년, OCN) - 양지수의 아버지 역
- 《KBS 드라마 스페셜 - 마지막 퍼즐》 (2014년, KBS2) - 차 검사 역
- 《KBS 드라마 스페셜 - 원혼》 (2014년, KBS2) - 무라야마 과장 역
- 《KBS 드라마 스페셜 - 가만히 있으라》 (2015년, KBS2) - 이승환 역
- 《징비록》 (2015년, KBS1) - 홍여순 역
- 《아름다운 나의신부》 (2015년, OCN) - 신국은행 지점장 최만호 역
- 《KBS 드라마 스페셜 - 알젠타를 찾아서》 (2015년, KBS2) - 배성식 역
- 《치즈인더트랩》 (2016년, tvN) - 홍설 삼촌 역
- 《기억》 (2016년, tvN) - 주상필 역
- 《페이지터너》 (2016년, KBS2) - 진목 아빠 역
- 《마스터 - 국수의 신》 (2016년, KBS2) - 면장 민선호 역
- 《싸우자귀신아》 (2016년, tvN) - 박지훈 역
- 《굿 와이프》 (2016년, tvN) - 구병호 역
- 《1%의 어떤 것》 (2016년, 드라맥스) - 민혁주 역
- 《공항 가는 길》 (2016년, KBS2)
- 《낭만닥터 김사부》 (2017년, SBS) - 오성재 기자 역
- 《김과장》 (2017년, KBS2) - 이강식 역
- 《터널》 (2017년, OCN) - 목진우 역
- 《조작》 (2017년, SBS) - 정해동 역
- 《더 패키지》 (2017년, JTBC) - 부장 역
- 《이판사판》 (2017년, SBS) - 서대수 역
- 《추리의 여왕 2》 (2018년, KBS2) - 황재민 팀장 역
- 《서른이지만 열일곱입니다》 (2018년, SBS) - 심리학자 역
- 《오늘의 탐정》 (2018년, KBS2) - 심반장 역
- 《마성의 기쁨》 (2018년, 드라맥스 & MBN) - 윤홍준 과장 역
- 《빅 포레스트》 (2018년, tvN) - 황문식 과장 역
- 《KBS 드라마 스페셜 - 너무 한낮의 연애》  (2018년, KBS2)
- 《초면에 사랑합니다》 (2019년, SBS) - 심해용 역
- 《신입사관 구해령》 (2019년, MBC) - 이태 역
- 《미스터 기간제》 (2019년, OCN) - 유양기 역
- 《스토브리그》 (2019년, SBS) - 이철민 역
- 《루갈》 (2020년, OCN) - 최근철 역
- 《사생활》 (2020년, JTBC) - 김상만 역
- 《바람피면 죽는다》 (2020년, KBS2) - 곽정문 역 (12회부터 출연)
- 《런 온》 (2020년, JTBC) - 유 대표 역
- 《검은 태양》 (2021년, MBC) - 정용태 역
- 《학교 2021》 (2021년, KBS2) - 이한수 역
- 《천원짜리 변호사》 (2022년, SBS) - 대표 역
- 《금혼령, 조선 혼인 금지령》 (2022년, MBC) - 김설록 역
- 《대행사》 (2023년, JTBC) - 배정현 역
- 《신성한, 이혼》 (2023년, JTBC) - 송 변호사 역
- 《우리, 집》 (2024년, MBC) - 김 형사 역
- 《보물섬》 (2025년, SBS) - 최기현 역
- 《트라이 : 우리는 기적이 된다》 (2025년, SBS) - 성종만 역